# Akriskop
Akriskop eller kornskärpeställare (grain focuser) är en inställningslupp i mörkrummet som används för att ställa in fokus då man gör förstoringar av analog film.